# HMU Health and Medical University
Die HMU Health and Medical University (vormals: HMU Health and Medical University Potsdam) ist eine private staatlich anerkannte Hochschule im Bereich Gesundheit und Medizin mit Sitz in Erfurt und zwei Campus in Potsdam (Villa Carlshagen und Schiffbauergasse). Geschäftsführende Gesellschafterin der HMU ist die Hochschulunternehmerin Ilona Renken-Olthoff. Zu den Partnerhochschulen der HMU gehören die MSB Medical School Berlin, die BSP Business School Berlin sowie die MSH Medical School Hamburg. 
Die in Potsdam gegründete Hochschule verlegte 2021 ihren Sitz nach Erfurt.

## Studienangebot
Zum Wintersemester 2020/21 nahm die HMU ihren Studienbetrieb an zwei Fakultäten auf. Neben dem Staatsexamensstudiengang Humanmedizin (Fakultät Medizin) bietet die Hochschule an der Fakultät Gesundheit weitere Studiengänge mit universitärem Abschluss sowie Fachhochschulstudiengänge zur Ausbildung von Akteuren der Gesundheitsversorgung an. Ausbildungskrankenhaus ist das Klinikum Ernst von Bergmann in Potsdam.

### Fakultät Medizin
- Humanmedizin (Staatsexamen)

### Fakultät Gesundheit

#### Bachelor-Studiengänge
- Psychologie B.Sc. (universitärer Abschluss)
- Medizinpädagogik B.A. (Teilzeit) (Fachhochschulabschluss)
- Medical Controlling and Management B.Sc. (Fachhochschulabschluss)
- Biomedizin B.Sc. (Fachhochschulabschluss)

#### Master-Studiengänge
- Psychotherapie M.Sc.(universitärer Abschluss)
- Medizinpädagogik M.Ed. (universitärer Abschluss)